# Mont Pisanino
Le mont Pisanino est le plus haut sommet des Alpes apuanes avec ses 1 947 mètres d'altitude. Il se trouve entre la province de Massa et Carrare et la province de Lucques. Il s'agit de la plus haute montagne qui appartienne entièrement à la Toscane. Le pic est situé dans la ville de Minucciano.

## Curiosité
La légende veut que la montagne ait été nommée pour deux soldats pisans, accusés de trahison. Poursuivis par les troupes de Pise, l'un d'eux est décédé. L'autre homme, blessé, est arrivé à une maison dans laquelle vivaient un homme et sa fille, qui a pris soin du soldat. Le soldat n'a pas dit son nom, ils commencèrent à l'appeler « le Pisanino ».
La jeune fille est tombée amoureuse du beau soldat, mais, en dépit de ses soins, il est décédé. Il a été enterré non loin de là et la jeune fille se rendait chaque jour pour pleurer sur la tombe. Toutes ses larmes se transformèrent en une pierre, et, bientôt, formèrent la plus haute montagne dans les Alpes apuanes, appelée le Pisanino.